# Dendropsophus baileyi
Dendropsophus baileyi là một loài ếch thuộc họ Nhái bén.
Đây là loài đặc hữu của Brasil.
Môi trường sống tự nhiên của chúng là rừng ẩm vùng đất thấp nhiệt đới hoặc cận nhiệt đới, đầm nước ngọt, đầm nước ngọt có nước theo mùa, đất canh tác, vùng đồng cỏ, các đồn điền, vườn nông thôn, các vùng đô thị, rừng thoái hóa nghiêm trọng, ao, đất có tưới tiêu, đất nông nghiệp có lụt theo mùa, và kênh, mương.